# Marcio Pugliesi
Marcio Pugliesi (São Paulo, 27 de agosto de 1951) é um professor, advogado, tradutor, escritor e doutor em Filosofia do Direito pela USP.

## Vida
Filósofo, advogado, engenheiro e professor - são alguns dos títulos que Márcio Pugliesi acumula ao longo da vida, dentre outros, na sua incansável busca por conhecimento. Doutor e Livre-Docente em Direito (USP), Doutor em Filosofia (PUC-SP) e Educação (PUC-SP). Atualmente é Professor dos cursos de pós-graduação stricto sensu da PUC-SP e trabalha como advogado em São Paulo. Foi diretor do Departamento de Proteção e Defesa Econômica do Ministério da Justiça, levado para o governo em 9 de abril de 1990 pelo então secretário de Direito Econômico, José Del Chiaro..

## Trabalhos
Pugliesi se dedica aos problemas de epistemologia das Ciências Humanas, em particular, a do Direito, aplicando as Teorias dos Sistemas e dos Jogos às difíceis questões da representação - no sentido de aboli-la - e da decisão estudando a Filosofia da Consciência e da Linguagem para superá-las dialeticamente mediante a introdução do conceito de sujeito como uma "atmosfera semântico-pragmática".
Na visão do autor "uma nova Teoria do Direito se faz exigível para lidar com esses crescentes fenômenos de dominação e exclusão sob a capa de progressiva universalização das relações. Neste trabalho buscamos reunir materiais que possibilitem uma reflexão inicial para essa fecunda tarefa de pensar novos caminhos teóricos e fixar, tentativamente, conceitos, posto que no Teoria do Direito já havíamos apresentado os aspectos microssistêmicos: um esboço de teoria dos conflitos, principalmente jurídicos, e da decisão jurídica a partir do modelo fornecido pela Pesquisa Operacional e, em particular, pela Teoria dos Jogos.  Assim, nossa conjectura realiza dois movimentos: o primeiro desenvolvido no presente volume – estabelecer mediante a dialética Cultura/Civilização uma explicação do fato de o ordenamento jurídico vincular mesmo aqueles que desconhecem os textos legais e o segundo de apresentar uma teoria da decisão judicial no âmbito da Teoria dos Jogos, presente no outro , configurando o funcionamento desse mecanismo de homeostase social, o Direito, em sua fenomenologia efetiva – o Direito que é, distante da visão idealizada do Direito que deveria ser." 

## Publicações
- Márcio Pugliesi (2005). Por uma teoria do direito: aspectos micro-sistêmicos. RCS. ISBN 978-85-98030-11-1.
- Márcio Pugliesi; Norberto de Paula Lima (1977). O Livro de Enoch. Ryoki Inoue Produções. ISBN 978-85-289-0026-2.
- Márcio Pugliesi; Edson Bini (1977). Pequeno dicionário filosófico. Hemus.
- Márcio Pugliesi (1981). Dicionário de expressões idiomáticas: locuções da língua portuguesa. Parma.
- Márcio Pugliesi (2003). Mitologia Greco Romana - Arquétipos de deuses e heróis. 1. ed. São Paulo: Madras, 2003. v. 1. 272p .
- Márcio Pugliesi (2001) Conflito, Estratégia, Negociação. 1. ed. São Paulo: WVC, 2001. v. 1. 152p.
- Márcio Pugliesi (1976) Manual Completo do Automóvel. 3 v., 1ª ed. 1976. São Paulo: Hemus.
- Márcio Pugliesi (2005), Estruturas Metálicas. São Paulo: Hemus. 2005.

## Prêmios
- 2014 - Medalha Anchieta e Diploma de Gratidão da Cidade de São Paulo, autoria de Eduardo Tuma[6][7]